# Liste der Baudenkmäler in Karsbach
Auf dieser Seite sind die Baudenkmäler in der unterfränkischen Gemeinde Karsbach zusammengestellt. Diese Tabelle ist eine Teilliste der Liste der Baudenkmäler in Bayern. Grundlage ist die Bayerische Denkmalliste, die auf Basis des Bayerischen Denkmalschutzgesetzes vom 1. Oktober 1973 erstmals erstellt wurde und seither durch das Bayerische Landesamt für Denkmalpflege geführt wird. Die folgenden Angaben ersetzen nicht die rechtsverbindliche Auskunft der Denkmalschutzbehörde.
 Diese Liste gibt den Fortschreibungsstand vom 15. April 2020 wieder und enthält 22 Baudenkmäler.

## Baudenkmäler nach Gemeindeteilen

### Karsbach
| Lage                        | Objekt                              | Beschreibung | Akten-Nr.              | Bild                                |
| --------------------------- | ----------------------------------- | --- | ---------------------- | ----------------------------------- |
| Badersgasse (Standort)      | Prozessionsaltar                    | Vermauerter Aufsatz mit Tonnendach und Kreuzbekrönung sowie Reliefretabel 'Walldürner Blutwunder', Sandstein, barock, 18. Jahrhundert, neoromanische Seitenwangen zweite Hälfte 19. Jahrhundert, Stipes nicht mehr erhalten                | D-6-77-149-1 Wikidata  | BW                                  |
| Breitenstein (Standort)     | Flurkreuz                           | bis 1726 Friedhofskreuz, Kruzifix im Dreinageltypus auf Sockel, Rotsandstein, wohl 17. Jh. | D-6-77-149-26          | BW                                  |
| Nähe Hauptstraße (Standort) | Friedhofsummauerung                 | Unverputztes Hausteinmauerwerk mit Sandsteinpfeilern und Portal mit Urnenbekrönung, frühes 19. Jahrhundert; Erweiterung unter Versetzung der Eckpfeiler im 20. Jahrhundert                                                                 | D-6-77-149-5 Wikidata  | BW                                  |
| Nähe Hauptstraße (Standort) | Friedhofskreuz                      | Tischsockel mit Kruzifix, Sandstein, 18./19. Jahrhundert, Sockel und Kreuz neu | D-6-77-149-5 Wikidata  | BW                                  |
| Nähe Hauptstraße (Standort) | Grabplatte                          | Sandstein, bezeichnet „1835“ | D-6-77-149-5 Wikidata  | BW                                  |
| Nähe Hauptstraße (Standort) | Prozessionsaltar                    | Inschriftstipes mit Tonnendach-Nischenaufsatz und Kreuzbekrönung sowie Reliefretabel 'Pietà', Sandstein, bez. 1747, umfassend erneuert | D-6-77-149-23          | BW                                  |
| Hauptstraße 11 (Standort)   | Katholische Pfarrkirche St. Gertrud | Saalkirche mit eingezogenem Dreiseitchor und Satteldach sowie Fassadenturm mit Haube und Laterne, Putzmauerwerk mit Sandsteingliederungen, barock, 1726; mit Ausstattung                                                                   | D-6-77-149-2 Wikidata  | Katholische Pfarrkirche St. Gertrud |
| Hauptstraße 11 (Standort)   | Grabplatten                         | Sandstein, 17. Jahrhundert, in Kirchhofmauer neu vermauert | D-6-77-149-2 Wikidata  | BW                                  |
| Hauptstraße 15 (Standort)   | Prozessionsaltar                    | Vermauerter Aufbau mit Kreuztonnendach und Kreuzbekrönung über zwei Pfeilern und Reliefretabel Kreuzigungsgruppe, Sandstein, barock, 1727, Stipes nicht mehr erhalten                                                                      | D-6-77-149-3 Wikidata  | BW                                  |
| Hauptstraße 20 (Standort)   | Pfarrhof, Pfarrhaus                 | Zweigeschossiges verputztes Walmdachhaus mit geohrten Sandsteinrahmungen und Eckquadern über hohem Kellergeschoss, barock, bezeichnet „1717“                                                                                               | D-6-77-149-19 Wikidata | BW                                  |
| Hauptstraße 20 (Standort)   | Pfarrhof, Nebengebäude              | Eingeschossiger Halbwalmdachbau mit Putzfassade und Sandsteinrahmungen, um 1800 | D-6-77-149-19 Wikidata | BW                                  |
| Hauptstraße 20 (Standort)   | Pfarrhof, Hoftor                    | Sandsteinpfeiler mit Eisentorflügeln, zweite Hälfte 19. Jahrhundert, Torflügel erneuert | D-6-77-149-19 Wikidata | BW                                  |
| Kuhbach (Standort)          | Bildstock                           | Geschweifter Sockel mit gebauchtem Pfeiler sowie medaillonförmigem Reliefaufsatz (Kreuzigungsgruppe, Madonna im Strahklenkranz mit Stifterfigur) mit Schädelbekrönung, Sandstein, Spätrenaissance/Frühbarock, bezeichnet „1645“ und „1656“ | D-6-77-149-4 Wikidata  | BW                                  |

### Heßdorf
| Lage                            | Objekt                              | Beschreibung | Akten-Nr.             | Bild           |
| ------------------------------- | ----------------------------------- | --- | --------------------- | -------------- |
| Kreisstraße MSP 16 (Standort)   | Bildstockkopf                       | 1656 nicht nachqualifiziert, im Bayerischen Denkmal-Atlas nicht kartiert | D-6-77-149-7 Wikidata | BW             |
| Höllricher Straße 21 (Standort) | Evangelisch-lutherische Pfarrkirche | Saalkirche mit Satteldach und eingezogenem Dreiseitchor sowie Fassadenturm mit Haubendach und Laterne, Putzmauerwerk mit Sandsteingliederungen, barock, 1741; mit Ausstattung | D-6-77-149-6 Wikidata | weitere Bilder |

### Höllrich
| Lage                              | Objekt                              | Beschreibung | Akten-Nr.              | Bild                               |
| --------------------------------- | ----------------------------------- | --- | ---------------------- | ---------------------------------- |
| Bonnländer Straße 35 (Standort)   | Evangelisch-lutherische Pfarrkirche | Saalkirche mit eingezogenem Dreiseitchor und Satteldach sowie Chorreiter mit Zwiebelhaube, Putzmauerwerk mit Sandsteingliederungen, barock, bezeichnet „1706“; mit Ausstattung | D-6-77-149-8 Wikidata  | weitere Bilder                     |
| Mühlberg 1 (Standort)             | Schloss                             | Zweigeschossige Dreiflügelanlage (ehemals Vierflügelanlage) mit Walmdächern sowie runden Ecktürmen mit polygonalen Obergeschossen und Zwiebelhauben, vortretendes übergiebeltes Torhaus mit davor liegender Bogenbrücke über den Schlossgraben, Reste des ehemaligen Nordflügels, Putzmauerwerk mit Sandsteinrahmungen, Renaissance, zweite Hälfte 16. Jahrhundert, barocker Umbau des Westflügels 1724 | D-6-77-149-9 Wikidata  | weitere Bilder                     |
| Nähe Bonnländer Straße (Standort) | Ökonomiehof, Wohngebäude            | Zweigeschossiger Halbwalmdachbau, Bruchsteinmauerwerk mit Sandsteinrahmungen, bezeichnet „1719“ | D-6-77-149-9 Wikidata  | weitere Bilder                     |
| Nähe Bonnländer Straße (Standort) | Ökonomiehof, Nebengebäude           | Eingeschossiger Fachwerkbau mit Satteldach, erste Hälfte 19. Jahrhundert | D-6-77-149-9 Wikidata  | BW                                 |
| Nähe Bonnländer Straße (Standort) | Ökonomiehof, Stallung               | Langgestreckter Flachsatteldachbau mit Okkulusfenstern, zweite Hälfte 19. Jahrhundert (verändert) | D-6-77-149-9 Wikidata  | BW                                 |
| Bonnländer Straße 11 (Standort)   | Forsthaus                           | Zweigeschossiger Halbwalmdachbau, Putzmauerwerk mit unverputztem Kellergeschoss, zweite Hälfte 19. Jahrhundert | D-6-77-149-9 Wikidata  | Forsthaus                          |
| Bonnländer Straße 11 (Standort)   | Mauereinfriedung und Pfeilerportal  | Mit Pinienzapfen, Sandstein, um 1800 | D-6-77-149-9 Wikidata  | Mauereinfriedung und Pfeilerportal |
| Nähe Bonnländer Straße (Standort) | Ölberggruppe                        | Figuren von Christus und drei Jüngern, Sandstein, spätgotisch, 15./16. Jahrhundert | D-6-77-149-10 Wikidata | BW                                 |

### Sodenberg
| Lage                         | Objekt                                                 | Beschreibung                                                                                      | Akten-Nr.               | Bild           |
| ---------------------------- | ------------------------------------------------------ | ------------------------------------------------------------------------------------------------- | ----------------------- | -------------- |
| Staatsstraße 2434 (Standort) | Wegkreuz, sogenannte Spinnmagd oder Spinnjungfernkreuz | Kruzifix mit rundem Kreuzstamm und Querbalken und Christustorso, Sandstein, Mitte 16. Jahrhundert | D-6-72-127-202 Wikidata | weitere Bilder |

### Weyersfeld
| Lage                              | Objekt                               | Beschreibung | Akten-Nr.              | Bild           |
| --------------------------------- | ------------------------------------ | --- | ---------------------- | -------------- |
| Am Reßbergweg (Standort)          | Friedhofsmauer                       | Unverputztes Hausteinmauerwerk und Pfeilerportal mit Pinienzapfenbekrönung, Sandstein, 19./20. Jahrhundert, die Gesimsquader mit Pinienzapfen wohl zweitverwendet, um 1800  | D-6-77-149-18 Wikidata | BW             |
| Am Reßbergweg (Standort)          | Friedhofskreuz                       | Inschriftsockel mit Kruzifix, Sandstein, bezeichnet „1840“ | D-6-77-149-18 Wikidata | BW             |
| Am Reßbergweg (Standort)          | Kreuzweg                             | 14 gleichartig gestaltete Bildhäuschen, bestehend aus Tischsockel, Aufsatz mit Relieftafeln und Kreuzbekrönung, Sandstein und Kalkstein, 1897                               | D-6-77-149-18 Wikidata | BW             |
| Beim Reßbergweg (Standort)        | Kreuzschlepper                       | Sandstein, barock, 18. Jahrhundert | D-6-77-149-17          | BW             |
| Weyersfelder Straße (Standort)    | Pumpe                                | Gusseisen, zweite Hälfte 19. Jahrhundert | D-6-77-149-16 Wikidata | BW             |
| Weyersfelder Straße (Standort)    | Dorfbrunnen                          | Runde Brüstung mit abgefasten Pfeilern und Pyramidendach, 19. Jahrhundert, Erneuerung bezeichnet „2001“                                                                     | D-6-77-149-11 Wikidata | BW             |
| Weyersfelder Straße 31 (Standort) | Pforte                               | In Hofmauer mit geohrter Rahmung, Sandstein, barock, bezeichnet „1758“, verändert                                                                                           | D-6-77-149-12 Wikidata | BW             |
| Weyersfelder Straße 34 (Standort) | Fußgängerpforte                      | Sandstein, barock, bezeichnet „1729“ | D-6-77-149-13 Wikidata | BW             |
| Weyersfelder Straße 36 (Standort) | Fußgängerpforte                      | Bezeichnet „1775“ | D-6-77-149-14 Wikidata | BW             |
| Weyersfelder Straße 37 (Standort) | Katholische Filialkirche St. Albanus | Saalkirche mit eingezogenem Dreiseitchor und Satteldach sowie Chorreiter mit Zwiebelhaube, Putzmauerwerk mit Sandsteinrahmungen, barock, bezeichnet „1740“; mit Ausstattung | D-6-77-149-15 Wikidata | weitere Bilder |
| Weyersfelder Straße 41 (Standort) | Ehemaliges Schulhaus                 | Zweigeschossiger Satteldachbau über Kellerhanggeschoss, Putzmauerwerk mit zurückhaltender Sandsteingliederung, biedermeierlich, bezeichnet „1830“                           | D-6-77-149-20 Wikidata | weitere Bilder |